# Silnice II/107
Silnice II/107 je česká silnice II. třídy ve Středočeském kraji, spojující města Říčany a Týnec nad Sázavou. Její celková délka činí 24,5 km.

## Trasa

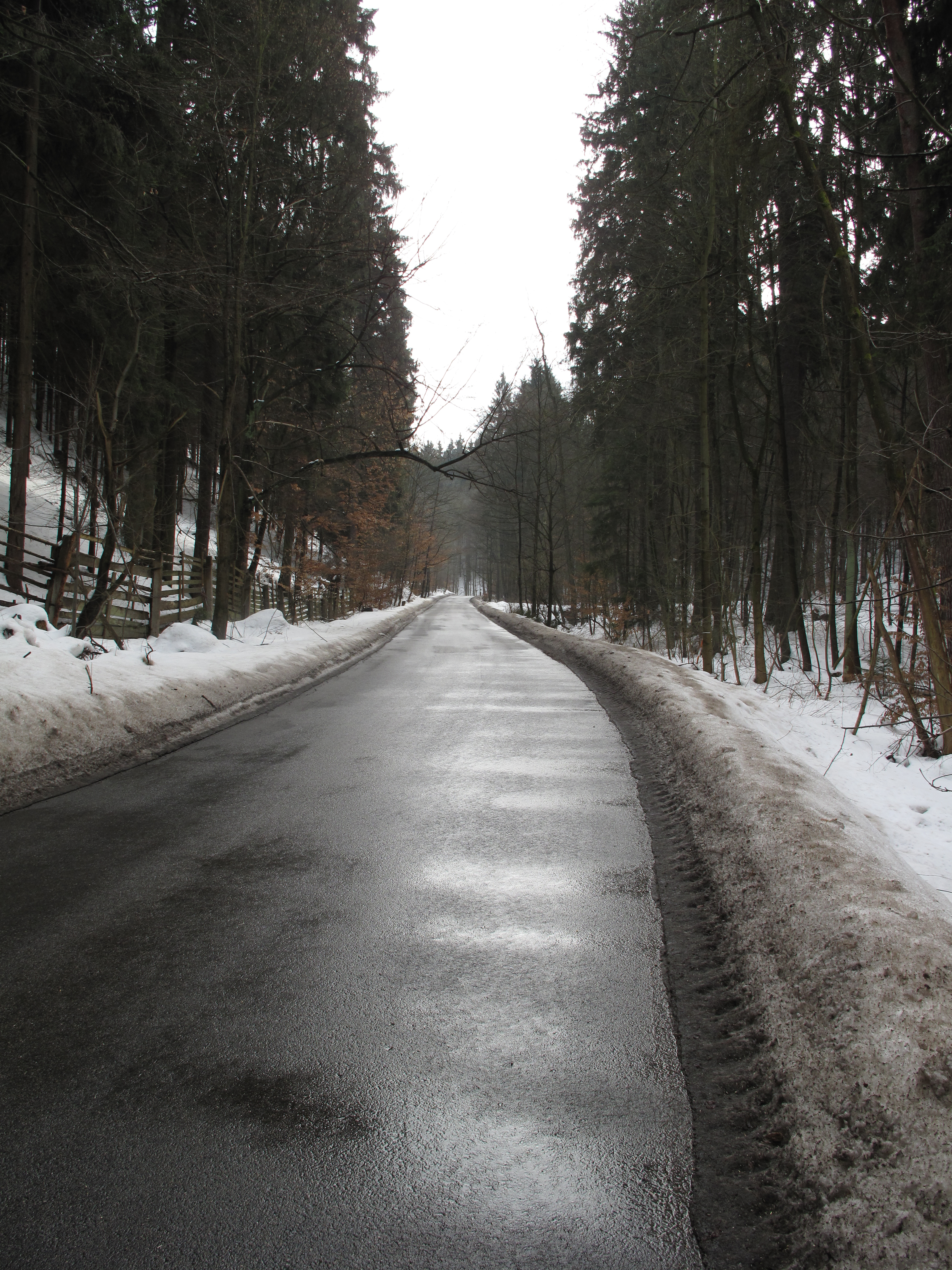
Silnice II/107 v lese nedaleko Těptína

### Středočeský kraj

#### Okres Praha-východ
- Říčany - kruhový objezd II/101, II/107 začíná výjezdem směrem na jih
- Světice - podjezd železniční trati 221
- Světice - II/107 zatáčka vpravo, vlevo odbočka na III/1011směr Tehov, přímo odbočka na III/1012 směr Všestary
- odbočka vpravo na III/00325 směr Otice
- Svojšovice - odbočka vlevo na III/1014 směr Strančice
- podjezd železniční trati 221
- Všechromy - II/107 zatáčka vlevo, přímo odbočka na III/00324 směrem na Otice
- úrovňový železniční přejezd - STOP
- II/107 zatáčka vpravo, přímo odbočka na III/1015 směr Strančice
- kruhový objezd - nájezd na D1 směr Praha
- kruhový objezd - nájezd na D1 směr Brno
- komerční zona Všechromy - kruhový objezd - II/107 přímo, odbočka vpravo na III/00323 směr Kašovice
- Velké Popovice - odbočka vlevo na III/1018 směr Mirošovice, a dále na III/1019 směr Lojovice
- odbočka vpravo na III/00320 směr Petříkov
- Všedobrovice - odbočka vlevo na III/10110 směr Řepčice
- Želivec - vlevo napojení na II/603 (peáž), přímo odbočka na III/10113 směr Kostelec u Křížků
- Nová Hospoda - peáž se silnicí II/603
- Olešovice - peáž končí, II/107 odbočuje vpravo, II/603 pokračuje přímo na Ládví
- Kamenice - odbočka vpravo na III/1072 směr Kostelec u Křížků a dále na kruh. objezdu vpravo na III/1052 směr Jílové u Prahy

#### Okres Benešov
- Čakovice - odbočka vlevo na III/6032 směr Babice a dále odbočka vpravo na III/1066 směr Dolní Požáry
- sestoupení na pravý břeh Sázavy u tábořiště Zbořený Kostelec
- Týnec nad Sázavou - napojení na II/106 před železničním přejezdem

## Dopravní vytížení
Největší dopravní zátěž je mezi dálnicí D1 a Velkými Popovicemi,[zdroj?] kde je silnice zatížena mj. množstvím kamionů mířících do pivovaru Velké Popovice. Také průjezd obcí Kamenice je velmi frekventovaný.

## Související silnice III.třídy
- III/1071 v obci Kamenice (0,794 km)
- III/1072 Kamenice – Skuheř – Kostelec u Křížků, křížení s III/10113 (2,109 km)
- III/1073 Štiřín – Struhařov Olešovice, křížení s II/603 (1,502 km)

## Objekty vokolí
- Ladova ves
- průmyslová zóna Strančice
- Pivovar Velké Popovice
- zámek Štiřín
- zámek Kamenice
- Kamenický potok
- obora Vlková
- Přírodní rezervace Čížov
- zřícenina Zbořený Kostelec
- areál Jawa (na protějším břehu Sázavy)